# Вила ди Серио
Вѝла ди Сѐрио (на италиански: Villa di Serio; на ломбардски: Ela de Sere, Ела де Сере) е градче и община в Северна Италия, провинция Бергамо, регион Ломбардия. Разположено е на 275 m надморска височина. Населението на общината е 6788 души (към 2018 г.).